# 이이다 다카히로
이이다 다카히로(일본어: 飯田 貴敬, 1994년 8월 31일~)는 일본의 축구 선수이다.

## 구단 경력
그는 2017년 J1리그의 시미즈 에스펄스에 입단했고, 3년동안 팀에서 뛰었다. 2020년 J2리그의 교토 상가 FC로 이적했다. 2021년 J2리그 준우승으로 J1리그로 승격했다. 2023년까지 79경기에 출전하여, 1득점을 넣었다. 2023년 7월 J2리그의 오미야 아르디자로 이적했다. 2024년 방포레 고후로 이적했다.